# ¡Venganza!
¡Venganza! — видеоальбом американской рок-группы My Chemical Romance. Альбом распространялся на USB флешках, выполненных в форме оружейного патрона. Это вторая часть концерта в Мехико 7 октября 2007 года (первая часть представлена в альбоме The Black Parade Is Dead!).

## Список композиций
| №  | Название                                                 | Длительность |
| -- | -------------------------------------------------------- | ------------ |
| 1. | «I'm Not Okay (I Promise)»                               | 3:03         |
| 2. | «Cemetery Drive»                                         | 3:43         |
| 3. | «Thank You for the Venom»                                | 4:05         |
| 4. | «The Jetset Life Is Gonna Kill You»                      | 3:59         |
| 5. | «The Ghost of You»                                       | 5:01         |
| 6. | «It's Not a Fashion Statement, It's a Fucking Deathwish» | 4:23         |
| 7. | «Give 'Em Hell, Kid»                                     | 3:08         |
| 8. | «You Know What They Do to Guys Like Us in Prison»        | 4:54         |
| 9. | «Helena»                                                 | 6:43         |

## Участники записи
- Джерард Уэй — вокал
- Рэй Торо — соло-гитара, бэк-вокал
- Фрэнк Айеро — ритм-гитара, бэк-вокал
- Майки Уэй — бас-гитара
- Боб Брайар — ударные
- Джейм Дэвис — клавишные, перкуссия, бэк-вокал